# Tělovýchovná jednota Sparta ČKD Praha 1974-1975
Questa voce raccoglie le informazioni riguardanti il Tělovýchovná jednota Sparta ČKD Praha nelle competizioni ufficiali della stagione 1974-1975.

## Stagione
Stagione 1974-1975. Lo Sparta non partecipa ad alcuna competizione europea da due stagioni. In questa stagione, la peggiore nella storia dello Sparta Praga, termina il periodo della "ripresa dalla crisi di successi" culminando inevitabilmente nel declino. Con la cessione di Migas, Semendak e Tenner (quest'ultima avvenuta nella precedente stagione), da diverse stagioni pilastri della difesa sommata a quella dello storico attaccante Václav Mašek (allo Sparta dal 1958), lo Sparta Praga chiude il torneo nazionale solamente davanti al Nitra, con la seconda peggior difesa del campionato (54 reti subite, davanti solamente a quella del Nitra), con gli stessi punti di Třinec e Baník Ostrava, entrambe a quota 27. Nonostante i pessimi risultati in campionato, i granata si rifanno apparentemente in Coppa: in finale lo Spartak Trnava vince sia il primo (3-1) sia il secondo incontro (1-0) aggiudicandosi il trofeo.
Questo è il periodo più buio per la società: lo Sparta Praga infatti, non era mai stato retrocesso prima d'ora. Ma questo periodo della storia della società granata, che perdurà dalla metà degli anni cinquanta, terminerà in questa stagione.

## Calciomercato
Václav Mašek, allo Sparta Praga dal 1958, è ceduto e rimpiazzato da Kotal. Semendak e Migas vengono ceduti.

## Rosa
| N. |                           | Ruolo | Calciatore         |
| -- | ------------------------- | ----- | ------------------ |
|    | Cecoslovacchia (bandiera) | P     | Jiri Kislinger     |
|    | Cecoslovacchia (bandiera) | D     | Jaroslav Kotec     |
|    | Cecoslovacchia (bandiera) | D     | Pavel Melichar     |
|    | Cecoslovacchia (bandiera) | D     | František Chovanek |
|    | Cecoslovacchia (bandiera) | D     | Oldřich Urban      |
|    | Cecoslovacchia (bandiera) | D     | Vladimir Táborsky  |
|    | Cecoslovacchia (bandiera) | C     | Tomáš Stranský     |
|    | Cecoslovacchia (bandiera) | C     | Svatopluk Bouska   |

| N. |                           | Ruolo | Calciatore      |
| -- | ------------------------- | ----- | --------------- |
|    | Cecoslovacchia (bandiera) | C     | Josef Pesice    |
|    | Cecoslovacchia (bandiera) | C     | Antonin Princ   |
|    | Cecoslovacchia (bandiera) | C     | Bohumil Veselý  |
|    | Cecoslovacchia (bandiera) | A     | Václav Kotal    |
|    | Cecoslovacchia (bandiera) | A     | Vladimir Kara   |
|    | Cecoslovacchia (bandiera) | A     | Jaroslav Barton |
|    | Cecoslovacchia (bandiera) | A     | Josef Jurkanin  |